# مینگ-بلاغ (شهرستان توپ)
مینگ-بلاغ (به لاتین: Ming-Bulak) یک منطقهٔ مسکونی در قرقیزستان است که در شهرستان توپ واقع شده‌است. مینگ-بلاغ ۶۴۵ نفر جمعیت دارد و ۱٬۶۵۵ متر بالاتر از سطح دریا واقع شده‌است.